# Marseillan, Hautes-Pyrénées

Marseillan este o comună în departamentul Hautes-Pyrénées din sudul Franței. În anul 2009 avea o populație de 203 de locuitori.

## Evoluția populației
| An        | 1975 | 1982 | 1990 | 1999 | 2006 | 2009 |
| --------- | ---- | ---- | ---- | ---- | ---- | ---- |
| Populație | 168  | 171  | 148  | 158  | 183  | 203  |